# Paola Cambiaghi
Paola Cambiaghi (Morbegno, 1º dicembre 1973) è una conduttrice televisiva e giornalista italiana.

## Biografia
Dopo il diploma conseguito al liceo linguistico, frequenta la Scuola per Interpreti e traduttori di Milano, laureandosi in mediazione linguistica; oltre ad aver studiato danza classica e ginnastica artistica, è anche iscritta al corso di laurea in Scienze storiche dell'Università Europea di Roma.
La sua carriera inizia nel 1994, quando partecipa al concorso di bellezza Bellissima.
Due anni dopo, nel 1996, viene scelta da Raimondo Vianello per la trasmissione sportiva Studio Tappa dedicata al Giro d'Italia, in onda su Italia 1.
Nel 1998 conduce il programma TG Rosa e TG Rosa beach, in onda su Odeon TV. Nel settembre del 1999 è valletta del quiz Ok, il prezzo è giusto!, dove rimane per un anno e mezzo, fino a marzo del 2001.
Dopo una breve collaborazione con Telelombardia, nel 2001 approda in RAI nel programma settimanale Scommettiamo che...? nell'edizione condotta da Fabrizio Frizzi e Valeria Mazza con la regia di Michele Guardì, è in onda il sabato sera su Rai 1.
L'anno successivo è nel cast de I fatti vostri, sempre per la regia di Michele Guardì, in onda su Rai 2.
Nel 2002 affianca Osvaldo Bevilacqua nella conduzione in studio della trasmissione Sereno Variabile, in onda ogni giorno su Rai2 e conduce i servizi girati in esterna.
Nell'estate 2003 conduce a rotazione con altre giovani colleghe la rubrica Unomattina in Giardino, e cura lo spazio dedicato ai viaggi della trasmissione Unomattina Sabato & Domenica Estate, presentato da Maria Teresa Ruta su Rai 1, venendo riconfermata nel ruolo anche per l'edizione invernale del programma e per la successiva edizione estiva.
Nel gennaio 2005 passa a LA7 dove conduce il contenitore quotidiano d'informazione Omnibus insieme ad Andrea Pancani. Sempre per La7 co-conduce due puntate del programma Sempre meglio che restare a casa... insieme a Dario Vergassola.
L'anno successivo, sempre su La7, conduce Omnibus Weekend insieme a Edoardo Camurri e affianca Darwin Pastorin nella trasmissione I poeti del gol, in onda sul digitale terrestre de La7.
In estate partecipa al programma sportivo Il gol sopra Berlino, dedicato ai Mondiali di calcio Germania 2006.
Nella stagione 2006/2007 co-conduce la trasmissione sportiva Areagol, in onda sul canale digitale LA7 Sport e in estate torna alla guida del contenitore d'informazione Omnibus Estate su LA7 insieme ad Aldo Torchiaro e Luisella Costamagna.
Nell'autunno 2007 è di nuovo a Omnibus Weekend insieme a Ingrid Muccitelli.
Dal 23 settembre 2007 co-conduce Il grande talk, programma del venerdì sera di Sat2000, mentre nella stagione successiva entra nel cast del programma di Rai 2 Insieme sul Due, condotto da Milo Infante.
Nel settembre del 2009 ritorna a Mediaset: collabora con la testata Videonews per i programmi Domenica 5, Pomeriggio 5 e Quarto Grado.
Nell'estate 2010 collabora con la trasmissione di Barbara D'Urso A gentile richiesta in onda su Canale 5, mettendo in contatto telefonico la conduttrice con il pubblico da casa.
Da settembre 2011 si occupa dei collegamenti esterni della trasmissione Domenica 5, nello spazio di approfondimento di Claudio Brachino.
Dal 30 dicembre 2011 passa a TGcom24, il nuovo canale di informazione delle reti Mediaset diretto da Mario Giordano conducendo le breaking news e delle edizioni del telegiornale.